# Bulletin Mensuel de la Société Linnéenne de Paris
Bulletin Mensuel de la Société Linnéenne de Paris, (abreujat Bull. Mens. Soc. Linn. Paris), és una revista il·lustrada amb descripcions botàniques que va ser editada per la Société linnéenne de Paris des de 1874 a 1899.